# Impersonal
Der Impersonal(is) war ursprünglich in der lateinischen Grammatikschreibung eine Kategorie von Verben. Ein solches Verb wird dann (verbum) impersonale genannt (Mehrzahl: impersonalia). Impersonalia zeigen an finiten Formen nur die 3. Person Singular, sind also in ihrer Formenbildung eingeschränkter als Verben mit persönlichem Bezug. Impersonalia sind im Lateinischen vor allem Verben, die Wettererscheinungen bezeichnen (pluit „es regnet“), Empfindungen (paenitet „es reut (einen)“) oder Bedeutungsvarianten von konjugierbaren Verben, die in der dritten Person Spezialbedeutungen annehmen (placet „es gefällt; man beschließt“).
In der deutschen Grammatik werden analog dazu impersonal oder unpersönlich solche Verben, oder Verwendungstypen von Verben, genannt, die nur „es“ als Subjekt haben können, z. B. „es regnet“. Das hier auftretende „es“ wird oft als expletives Es bezeichnet (man beachte hierbei aber die Unterscheidung zwischen Subjekt-es und Vorfeld-es).
Als unpersönliche Verbform, oder zumindest „unpersönliche Konstruktion“ eines Verbs, kann ferner das unpersönliche Passiv gezählt werden, z. B. lat. legitur = dt. „es wird gelesen“ (= „man liest“). Der Begriff „unpersönlich“ erhält insoweit also einen Doppelsinn: Im letzteren Fall entspricht die Bedeutung von „unpersönliches Verb“ der von „unpersönliches Pronomen“ (wie das deutsche „man“), wogegen die eingangs genannten Fälle von unpersönlichen Verben des Lateinischen im Deutschen eher expletiven Pronomen als Subjekten entsprechen.